# Petropawliwka (rejon petropawliwski)
Petropawliwka – osiedle typu miejskiego w obwodzie dniepropietrowskim Ukrainy, siedziba władz rejonu petropawliwskiego.
Pierwsza wzmianka o osadzie pochodzi z 1775, status osiedla typu miejskiego od 1957. Osiedle liczy około 9 tysięcy osób. Leży przy ujściu rzeki Byk do Samary.